# 岡田准一
岡田准一（日语：／ Okada Jun'ichi，1980年11月18日—）是日本男性偶像、歌手、演員，已解散的日本偶像團體V6的成員。出身於大阪府枚方市，身高169cm。經紀公司為AISTON。其妻為宮崎葵。

## 簡歷
- 1995年，因《天才少年ON TV》中傑尼斯預備校單元而進入傑尼斯事務所，於1995年9月與坂本昌行、長野博、井之原快彥、森田剛、三宅健組成團體V6，在1995年11月1日發行單曲「MUSIC FOR THE PEOPLE」正式出道，創下傑尼斯藝人最快出道的紀錄（三個月）。V6之成員採分組方式，分為 20th Century（坂本昌行、長野博、井之原快彥）與 Coming Century（森田剛、三宅健、岡田准一）。

- 2006年，岡田准一以電影《花之武者》（花よりもなほ）獲得「石原裕次郎新人賞」。2007年，主演電視劇《SP特警》，創下深夜時段的高收視紀錄。2010年，《SP》推出電影版《SP THE MOTION PICTURE》，分為「野望篇」和「革命篇」上下兩部上映[3]。2014年起，參與NHK大河劇軍師官兵衛演出，並擔任該劇主角。2014年以電影《永遠的0》獲第27屆日刊體育電影大獎最佳男主角獎[4]。并以《永遠的0》及《蟬之記》分別獲得第38屆日本電影金像獎優秀男主角與優秀男配角獎。[5]

- 2016年6月12日，岡田准一和师兄木村拓哉及長瀨智也往熊本縣益城町，參加由老牌男星渡哲也發起的「元氣食堂」賑災活動，三人均曾跟渡哲也合作。[6]

- 2017年12月24日宣佈和女演員宮崎葵結婚。[7]

- 2018年底宮崎葵順利誕下兩人的兒子。岡田准一成為V6成員中第4位爸爸。[8]

- 2023年10月2日，於傑尼斯事務所官方網站宣布將於同年11月30日離開傑尼斯事務所[9][10]。

- 2023年11月30日離開傑尼斯事務所。隔日12月1日創立個人經紀公司「AISTON」[11]。
- 2024年2月23日建立岡田准一／AISTON公式X。[12]。
- 2024年3月1日開設岡田准一官方粉絲俱樂部。[13]。

## 人物

### 家族
- 出生前，爸爸是松本零士的迷所以原本打算取名為「零士」、但祖母以「會早死」的意見而改用「准一」命名。
- 雙親在岡田小學二年級時離婚、之後與祖母、母親、姐姐一起住。媽媽的娘家是音樂教室，媽媽不但是音樂教室的指導老師，也是媽媽合唱團的指導老師。媽媽和年長兩歲的鋼琴家姐姐，都擁有絕對音感。家族裡只有岡田准一沒有絕對音感。（本人說「只有很靠不住的絕對音感」。）岡田從小至中學入學前都在學鋼琴。
- 姐姐稱呼岡田的暱稱是「クンクン (kunkun)」。（「准くん」「准クン」…「クンクン」等等）
- 和演員高橋一生是堀越高等學校的同學。

### 興趣嗜好和武術練習
- 興趣是騎馬、鋼琴、看書、電影欣賞、音樂欣賞、吉他、攀岩、攝影、星期日做木工等。在星期日做木工，並將做好的「木雕熊」送給附近的小孩。不過送的方法是，寫了「請自由拿取」後放置在住家附近的公園，然後在自己房間的窗戶旁觀察拿走的是誰。
- 喜歡的外國演員為伊森·霍克、丹佐·華盛頓、艾爾·帕西諾、勞勃·狄尼洛、羅素·克洛等。也在雜誌上宣稱過保羅·紐曼對他是永遠的超級巨星。喜歡的歌手為Mr.Children。從大阪到東京的新幹線中會重複的聽《CROSS ROAD》和《想要變成一顆小星星》。初次的吉他出道曲為《無名的詩》。
- 喜歡的作家是金城一紀（日语：金城一紀）、綾辻行人、石田衣良、伊坂幸太郎等。
- 向李小龍弟子伊魯山度（Dan Inosanto）的日本高徒中村頼永（Yorinaga Nakamura）學習截拳道、Kali（菲律賓武術）和修斗，2010年9月28日取得Kali、截拳道教練執照，之後也取得修斗的教練執照。

## 音樂作品
※ 有關V6身分之活動內容與作品，請參考「V6 (偶像團體)#音樂作品」項目。

### Coming Century（Comicen）
V6 這個團體又可分為兩個子團體，會各自以子團體的名義，發行單曲、專輯或舉辦巡迴演唱會，而由森田剛、三宅健與岡田准一三人組成的子團體名為「Coming Century」，通常暱稱為「Comicen」（カミセン，或是 CC）。直至 2021 年，Comicen 已發行一張專輯、兩張單曲，一張精選集，以及兩張演唱會DVD（詳列於下）。

#### 單曲
- 1998年 夏のかけら (夏天的碎片) （AVDD-20238）
- 2001年 GET SET... GO! ：該專輯乃為配合主持之節目，故以MiMyCen之名義推出。（RRCD-85300）

#### 專輯
- 2002年 Best of Coming Century -Together- （AVCD-17228，精選集）
- 2009年 Hello-Goodbye（AVCD-23928）

#### 演唱會DVD
- 1997年 SKY （AVVD-90037/AVBD-91031）
- 1998年 ?-question- （AVVD-90047/AVBD-91033）
- 2009年 20th Century LIVE TOUR 2009 HONEY HONEY HONEY/We are Coming Century Boys LIVE Tour 2009 （AVBD-91742）

### Solo曲
- Truth（1998年）
- ユメニアイニ（2005年）
- NO "FIN"（2007年）
- Shall we Love?（2009年）
- ヨロコビノウタ（2010年）

### 參與歌曲

#### 單曲
- シーサイド・ばいばい（2006年10月25日） - 木更津貓眼 feat. MCU

## 重要演出

### 電視劇

#### 連續劇
- 超能偵察員（DXD Dangerous Angel X Death Hunter，1997年7月 - 9月，日本電視台）- 木原虎之介
- 打工瘋神榜（PU-PU-PU，1998年10月 - 12月，TBS）- 主演・小峰和哉
- 我們的旅行（新．俺たちの旅Ver.1999，1999年7月 - 9月，日本電視台）- 熊澤伸六
- 蒙娜麗莎的微笑（モナリザの微笑 MONA LISA，2000年1月 - 3月，富士電視台）- 岡島卓郎
- 頑固老爹（オヤジィ，2000年 10月 - 12月，TBS）- 神崎正
- 木更津貓眼（木更津キャッツアイ，2002年1月 - 3月，TBS）- 主演・田渕公平
- 戀愛偏差值（恋愛偏差値，2002年7月，富士電視台）- リュージ
- 末子長男姐三人，或作老么真命苦（末っ子長男姉三人，2003年10月 - 12月，TBS）- 柏倉一郎
- 虎與龍（タイガー&ドラゴン，2005年4月 - 6月，TBS）- 主演・谷中竜二
- SP（2007年11月3日 - 2008年1月，富士電視台）- 主演・井上薫[14]
- 軍師官兵衛（軍師官兵衛，2014年，NHK大河劇）- 主演・黑田官兵衛[15][16]
- 怎麼辦家康（どうする家康，2023年，NHK大河劇）- 織田信長[17]

#### 單元劇
- V之炎（Vの炎，1995年10月9日 - 11月2日，富士電視台）- 岡田准一[18]
- Dear Friend（ディア・フレンド，1999年11月29日，TBS）- 山室裕司
- 叛亂計劃（反乱のボヤージュ，2000年10月6日、10月7日，朝日電視台）- 主演・坂下薫平
- 忠臣藏1/47（忠臣蔵1/47，2001年12月28日，富士電視台）- 大石主税
- 演技者

- 「TEXAS」（TEXAS，2002年5月21日 - 6月11日，富士電視台）- 四ツ星
- 「壽司與祭壇」（寿司と祭壇，2002年1月7日、1月28日，富士電視台）- 主演・筒井大輔

- 大化改新（大化改新，2005年1月1日、1月2日，NHK）- 主演・中臣鎌足
- 冬季運動會（冬の運動会，2005年1月4日，日本電視台）- 主演・北澤菊男
- 架起彩虹的王妃（虹を架ける王妃，2006年11月24日，富士電視台）- 主演・李垠
- SP（富士電視台）

- SP 特別篇（SPスペシャルアンコール特別編，2008年4月5日）- 主演・井上薫
- SP 革命前日（SP革命前日，2011年3月5日）- 主演・井上薫

- 圖書館戰爭（TBS）

- 圖書館戰爭　BOOK OF MEMORIES（図書館戦争，2015年10月5日）- 主演・堂上篤

- 白色巨塔（白い巨塔，2019年5月22日 - 5月26日，朝日電視台） - 主演・財前五郎[20]

### 網路劇
- 武士生死鬥（イクサガミ，2025年11月，Netflix）- 主演・嵯峨愁二郎

### 電影
- COSMIC RESCUE（2003年7月11日上映）- 澤田東
- Hard Luck Hero（2003年9月28日上映） - 淺井タカシ
- 木更津貓眼 - 主演・田渕公平（ぶっさん）

- 木更津貓眼 日本系列（2003年11月1日上映）
- 木更津貓眼 世界系列（2006年10月28日上映）

- 東京鐵塔 Tokyo Tower（2005年1月15日上映）- 主演・小島透
- Fly,Daddy,Fly（2005年7月9日上映）- 主演・朴舜臣
- Hold Up Down（2005年10月28日上映）- 澤村光一
- 花之武者（日语：花よりもなほ）（2006年6月3日上映）- 主演・青木宗左衛門
- 向陰天綻放（日语：陰日向に咲く）（2008年1月26日上映）- 主演・澤渡信也
- 隔壁．聲．音（日语：おと・な・り）（2009年5月30日上映）- 主演・野島聰
- SP THE MOTION PICTURE - 主演・井上薫

- SP 野望篇（2010年10月30日上映）
- SP 革命篇（2011年3月12日上映）

- 天地明察（2012年9月15日上映）- 主演・安井算哲
- 圖書館戰爭（2013年4月27日上映）- 主演・堂上篤

- 圖書館戰爭-THE LAST MISSION（2015年10月10日上映）

- 永遠的0（2013年12月21日上映）- 主演・宮部久蔵[21][22]
- 蟬之記（日语：蜩ノ記）（2014年10月4日上映）- 檀野庄三郎
- 聖母峰 眾神的山嶺（日语：神々の山嶺）（2016年3月12日上映） - 主演・深町誠[23]
- 名叫海賊的男人（日语：海賊とよばれた男）（2016年12月10日上映） - 主演・國岡鐡造
- 追憶（日语：追憶 (2017年の映画)）（2017年5月6日上映）- 主演・四方篤
- 關原之戰（2017年8月28日上映）- 主演・石田三成
- 椿花散落（日语：散り椿）（2018年9月28日上映）- 主演・瓜生新兵衛
- 來了（日语：来る）（2018年12月7日上映）- 主演・野崎和浩
- 殺手寓言（2019年6月21日上映）- 主演・佐藤明 / ファブル

- 殺手寓言：殺手不殺人（2021年6月18日上映）

- 燃燒的劍（日语：燃えよ剣）（2020年5月22日上映）- 主演・土方歲三[26] （因疫情延後至2021年10月15日上映）
- 地獄犬 HELL DOGS（日语：ヘルドッグス）（2022年9月16日上映）- 主演・兼高昭吾 / 出月梧郎[27]
- 人生Climber 山野井泰史與垂直的世界（2022年11月25日上映）- 旁白[28]
- 非常警探（日语：最後まで行く#日本版）（2023年5月19日上映）- 主演・工藤祐司[29]
- BAD LANDS（2023年9月29日上映）- 穿著夏威夷襯衫的男子（友情演出）
- SUKIYAKI 昂首向前走（2026年上映）- 主演・中村八大[30]

### 配音

#### 電影動畫
- Thunderbirds（サンダーバード，2004年8月7日上映）- 日語配音版：艾倫·崔西（Alan Tracy）
- 地海戰記（ゲド戦記，2006年7月29日上映）- 亞刃王子
- 來自紅花坂（コクリコ坂から，2011年7月16日上映）- 風間俊

#### 電視動畫
- 蠟筆小新（2019年5月17日，朝日電視台） - 財前五郎

### 節目主持
- 追跡者 ザ・プロファイラー（2012年7月7日 - ，NHK BS Premium）
  - 特輯（2012年7月7日、14日、21日）
  - 第一季（2012年10月3日 - 2013年3月27日）
  - 第二季（2013年10月2日 - 2014年3月12日）
  - 第三季（2014年10月1日 - 2015年3月11日）
  - 第四季（2015年9月30日 - 2016年3月9日）
  - 第五季（2016年10月6日 - 2017年3月9日）
  - 第六季（2017年10月5日 - 2018年3月8日）
  - 第七季（2018年10月4日 - 2019年3月14日）
  - 第八季（2019年10月3日 - 2020年3月5日）
  - 第九季（2020年10月1日 - 2021年3月18日）
  - 第十季（2021年9月30日 - 2022年4月7日）
  - 第十一季（2022年10月6日 - 2023年3月23日）
  - 第十二季（2023年10月5日 - 2024年3月28日）
- 明鏡止水～武之KAMIWAZA～（NHK BS Premium、2022年4月開始NHK綜合） 
  - 「一の巻　香取神道流」（2021年1月8日）
  - 「二の巻　武神館」（2021年1月15日）
  - 「三の巻　躰道」（2021年6月25日）
  - 「四の巻　幕末の剣術」（2021年7月2日）
  - 「五の巻　弓馬の道・居合」（2022年1月2日）
  - 「一の段　空手の一撃必殺」（2022年4月9日〔予定〕）
  - 「二の段　最強！？武蔵の剣」（2022年4月16日）
  - 「三の段　柔術温故知新」（2022年11月5日）
  - 「四の段　武の原点？少林拳」（2022年11月12日）
  - 常規節目（2023年1月11日 - 3月1日）
  - 明鏡止水〜武のKAMIWAZA〜 武のSEKIGAHARA（2023年8月16日）
  - 明鏡止水〜武のKAMIWAZA〜 武の闘球（2023年9月9日）
  - 明鏡止水 武の五輪（2024年5月22日 - 7月24日）
  - 明鏡止水 侍・大谷翔平（2025年7月9日）
- 第34回JNN企劃大賞「踏鞴之國：奧出雲」（2025年1月18日，制作：山陰放送、TBS系列）- 旅人
- 前往喜馬拉雅的"青山" ～藍山 挑戰未曾踏足的路線～（ヒマラヤの“青き山”へ 〜ニルギリ 未踏ルートに挑む〜，2025年2月1日，NHK BS）- 旁白

### 廣播
- GROWING REED（2005年4月 - 、J-WAVE）

### 活動
- 岡田准一寫真展（2022年4月8日 - 4月21日，東京・Spiral Hall / 8月6日 - 8月21日，大阪・Seaside Studio CASO）[31]

## 書籍

### 雜誌連載
- Olive「Tempo Rubato」（2003年3月號 No.437 - 2003年8月號 No.442，MAGAZINE HOUSE）
- Myojo（2004年1月號 - 2011年3月號，集英社）- 與井之原快彥共同連載
- anan（MAGAZINE HOUSE）
  - 「岡田准一のEXPOSURE」（2004年10月6日號 No.1432 - 2013年12月25日 No.1887）
  - 「岡田准一 軍師官兵衛ルポ。」（2013年12月25日 No.1887 - 2014年12月10日 No.1934）
  - 「EXPOSURE season2『オカダのジショ』」（2015年1月14日號 No.1937 - ）
  - 「オカダのミカタ」（2025年7月16日號 No.2455 - ）

### 書籍
- （2014年1月15日，MAGAZINE HOUSE）ISBN 978-4-8387-2537-3

## 相關網站
- 岡田准一｜AISTON （页面存档备份，存于）
- 岡田准一 / AISTON的X（前Twitter）
- 傑尼斯事務所官網>岡田准一 （页面存档备份，存于）
- 傑尼斯事務所官網>V6專頁 （页面存档备份，存于）
- Avex V6 官方網站（页面存档备份，存于）（日語）
- NHK 追跡者 官方網站 （页面存档备份，存于）（日語）
- GROWING REED 官方網站 （页面存档备份，存于）（日語）
- 岡田准一在互联网电影资料库（IMDb）上的資料（英文）